# Senones (tổng)
Tổng Senones là một tổng của Pháp, tọa lạc tại tỉnh Vosges trong vùng Lorraine của Pháp.

## Phân chia hành chính
Tổng Senones được chia thành 18 xã:
- Ban-de-Sapt: 370 dân
- Belval: 160 dân
- Châtas: 42 dân
- Denipaire: 287 dân
- Grandrupt: 86 dân
- Hurbache: 282 dân
- Ménil-de-Senones: 124 dân
- Le Mont: 56 dân
- Moussey: 749 dân
- Moyenmoutier: 3 350 dân
- La Petite-Raon: 913 dân
- Le Puid: 90 dân
- Saint-Jean-d'Ormont: 182 dân
- Saint-Stail: 52 dân
- Le Saulcy: 346 dân
- Senones: 2 906 dân
- Le Vermont: 54 dân
- Vieux-Moulin: 290 dân

## Hành chính
| Ngày bầu                         | Tên               | Đảng | Tư cách                                                                              |
| -------------------------------- | ----------------- | ---- | ------------------------------------------------------------------------------------ |
| Số liệu trước năm 2004 không rõ. |                   |      |                                                                                      |
| 2001-2008                        | Jean-Luc Beverina | PS   | Kỹ sư T.P.E., Ứng cử viên xã tại Senones                                             |
| 2008-2014                        | Jean-Luc Beverina | PS   | Kỹ sư T.P.E., Ứng cử viên xã tại Senones (được bầu lại ủy viên hội đồng xã ở vòng 1) |